# 명탕 『이세계 온천』 개척기 ~마흔 언저리 온천 마니아의 전생지는 유유자적 온천 천국이었습니다~
명탕 『이세계 온천』 개척기 ~마흔 언저리 온천 마니아의 전생지는 유유자적 온천 천국이었습니다~(名湯『異世界の湯』開拓記～アラフォー温泉マニアの転生先は、のんびり温泉天国でした～, Isekai Onsen Paradise)는 멘루이 코나오가 집필하고 그림을 그린 일본의 라이트 노벨 시리즈이다. 2019년 9월부터 하비 재팬의 사용자 창작 소설 출판 사이트 노벨 업 플러스에서 온라인 연재를 시작했다. 나중에 HJ 노벨스 각인으로 2021년 8월부터 3권으로 하비 재팬에서 출판되었다. 마사히토 사사키의 예술로 각색된 만화는 2021년 11월부터 하비 재팬의 코믹 파이어(Comic Fire) 웹사이트를 통해 온라인으로 연재되었으며 두 권의 단행본으로 수집되었다. BloomZ와 Wolfsbane이 제작한 단편 애니메이션 TV 시리즈로 2024년 1월에 첫 방송되었다.

## 미디어

### 라이트 노벨
멘루이 코나오가 집필한 이세계 온천은 2019년 9월 6일부터 하비 재팬의 사용자 소설 출판 웹사이트 노벨 업 플러스에서 연재를 시작했다. 이후 2021년 8월부터 하비 재팬의 HJ 노벨스에서 요시타케의 일러스트와 함께 출판을 시작했다. 책은 2022년 8월 19일에 출시되었다.

### 만화
사사키 마사히토가 그린 만화 각색은 2021년 11월 19일부터 하비 재팬의 코믹 파이어 만화 웹사이트에서 연재를 시작했다. 해당 장은 2023년 12월 기준 두 권의 단행본으로 수집되었다.

### 애니메이션
단편 애니메이션 TV 시리즈 각색이 2023년 11월 26일에 발표되었다. 이 시리즈는 BloomZ와 Wolfsbane이 제작하고 미네 토모노리가 감독했으며, 카시이 요헤이가 시리즈 대본을 쓰고 호무라 미노리가 캐릭터 디자인을 담당하고 YAB 엔터테인먼트가 음악을 맡았다. 2024년 1월 12일 도쿄 MX 및 BS 후지에서 첫 선을 보였으며, 아니메페스타 서비스를 통해 명시적이고 스팀리스 버전의 애니메이션을 스트리밍했다. 시리즈의 주제가 "Baby love! Baby please!"는 GuilDrops가 맡았다. 쿨믹(Coolmic)이 이 시리즈의 라이선스를 취득했다.